# Михайлов, Денис Васильевич
Денис Васильевич Михайлов (13 июля 1901, село Новомарковка, Богучарский уезд, Воронежская губерния, ныне Кантемировский район, Воронежская область — 16 января 1981, Москва) — советский военный деятель, Генерал-майор (1942 год).

## Начальная биография
Денис Васильевич Михайлов родился 13 июля 1901 года в селе Новомарковка Кантемировского района Воронежской области.

## Военная служба

### Гражданская война
В июне 1919 года призван в ряды РККА и направлен красноармейцем в интендантскую мастерскую 8-й армии.
С июня 1920 года учился в Московской кавалерийской школе, а в марте 1921 года был переведён курсантом и старшиной эскадрона в Объединённую военную школу имени ВЦИК, дислоцированную в Москве, после окончания которой в сентябре 1923 года был назначен на должность командира взвода 1-го кавалерийского полка (Отдельная Кавказская кавалерийская бригада). Принимал участие в боевых действиях на Южном фронте, а также против повстанцев на Кавказе.

### Межвоенное время
В январе 1924 года направлен на учёбу на повторные курсы комсостава при Кавказской Краснознамённой армии, после окончания которых с февраля того же года продолжил служить в составе 1-го кавалерийского полка на должностях командира взвода и помощник командира эскадрона. В октябре того же года был назначен на должность помощника командира эскадрона 64-го Кавказского кавалерийского полка (2-я отдельная Кавказская кавалерийская бригада), а затем направлен в 65-й Кавказский кавалерийский полк, где служил на должностях командира эскадрона, помощника начальника штаба полка и начальника полковой школы.
В 1930 году вступил в ряды ВКП(б). В сентябре того же года направлен на учёбу на кавалерийские курсы усовершенствования командного состава в Новочеркасске, после окончания которых с мая 1931 года служил на должностях начальника штаба и начальника полковой школы 65-й Кавказской кавалерийской бригады.
В мае 1932 года направлен на учёбу в Военную академию имени М. В. Фрунзе, после окончания которой с февраля 1936 года находился в специальной командировке в Монголии, где служил на должностях инструктора штаба дивизии и главного руководителя тактики в училище монгольской армии. После возвращения из командировки в ноябре 1939 года назначен на должность помощника по учебно-строевой части начальника Житомирского пехотного училища, а в декабре 1940 года — на должность начальника штаба 135-й стрелковой дивизии (Киевский военный округ).

### Великая Отечественная война
С началом войны полковник Михайлов находился на прежней должности. Дивизия (27-й стрелковый корпус, Юго-Западный фронт) принимала участие в боевых действиях в ходе приграничного сражения, действуя на владимир-волынском и гороховском направлениях, а затем — в Киевской оборонительной операции.
19 сентября 1941 года назначен на должность командира 361-й стрелковой дивизии, формировавшейся в Уфе и населённых пунктах Чишмы, Сафарово, Булгаково и Нижегородка. После завершения формирования дивизия была включена в состав 39-й резервной армии и затем находилась в Пошехонье-Володарск (Ярославская область), где находилась в течение месяца и к 21 декабря была передислоцирована в район южнее Торжка. Вскоре дивизия вела боевые действия в ходе Ржевско-Сычёвской наступательной операции, во время которой отличилась и 17 марта 1942 года была преобразована в 21-ю гвардейскую стрелковую дивизию. 11 июня того же года командир дивизии Михайлов был тяжело ранен, после чего находился на лечении в госпитале. После выздоровления в сентябре вернулся на занимаемую должность. Вскоре дивизия под командованием Михайлова принимала участие в ходе Великолукской и Невельской наступательных операций, а также в освобождении города Невель (Псковская область), за что получила почётное наименование «Невельская».
В мае 1944 года генерал-майор Михайлов назначен на должность командира 100-го стрелкового корпуса, который вскоре вёл боевые действия в ходе Полоцкой и Рижской наступательных операций, а также в освобождении городов Диваны и Крустпилс (ныне часть Екабпилса).

### Послевоенная карьера
С октября 1945 года находился в распоряжении Главного управления кадров НКО и в апреле 1946 года назначен на должность командира 2-й гвардейской стрелковой дивизии (Московский военный округ).
В феврале 1947 года направлен на учёбу на высшие академические курсы при Высшей военной академии имени К. Е. Ворошилова, после окончания которых в мае 1948 года был назначен на должность командира 2-й гвардейской механизированной дивизии (Центральная группа войск), а в мае 1952 года — на должность командира 6-го стрелкового корпуса, однако в должность не вступил, после чего находился в распоряжении Главного управления кадров Советской Армии и в сентябре того же года назначен на должность заместителя начальника Управления боевой и физической подготовки Киевского военного округа, в декабре 1953 года — на должность начальника Управления боевой и физической подготовки Московского военного округа, а в июле 1954 года — на должность 1-го заместителя начальника Управления боевой подготовки того же округа.
Генерал-майор Денис Васильевич Михайлов в августе 1960 года вышел в отставку. Умер 16 января 1981 года в Москве.

## Награды
- Орден Ленина;
- Четыре ордена Красного Знамени;
- Орден Суворова 2 степени;
- Орден Кутузова 2 степени;
- Орден Богдана Хмельницкого 2 степени;
- Медали.

## Память
В Невеле (Псковская область) в честь генерал-майора Д. В. Михайлова названа улица.